# Vitreorana parvula
Vitreorana parvula é uma espécie de anfíbio da família Centrolenidae. Endêmica do Brasil, pode ser encontrada no estado de Santa Catarina.